# Myingun
Myingun – wyspa w Zatoce Bengalskiej położona w stanie Rakhine w Mjanmie, 5 km na południe od miasta Sittwe. Rozciąga się równolegle do wybrzeża i ma długość 33 km oraz maksymalną szerokości 3,8 km. Na wyspie istnieją dwie miejscowości: Sandawshin i Pyaingdaung.